# 233e Panzerdivision
La 233. Panzerdivision  (233e Division blindée) était une unité de l'armée de remplacement, Ersatztruppe, dans la Wehrmacht Heer, formée durant la Seconde Guerre mondiale comme Division 233 (mot.) (233e Division motorisée).

## Création et différentes dénominations
- 15 mai 1942: création de la Division 233 (mot.) à Francfort-sur-l'Oder
- 7 juillet 1942: changement de nom pour Panzergrenadier Division Nr 233
- 5 avril 1943: changement de nom pour 233. Reserve Panzerdivision
- Avril 1945 changement de nom pour 233. Panzerdivision au Danemark.

## Commandants
| Début          | Fin             | Grade           | Nom                         |
| -------------- | --------------- | --------------- | --------------------------- |
| 1er mai 1942   | 28 février 1943 | Generalleutnant | Kurt Jahn                   |
| 1er mars 1943  | 7 juillet 1943  | Generalleutnant | Heinrich Wosch              |
| 8 juillet 1943 | 19 mai 1944     | Generalmajor    | Kurt Cuno                   |
| 20 mai 1944    | 14 août 1944    | Generalleutnant | Max Fremerey                |
| 15 août 1944   | 3 octobre 1944  | Generalleutnant | Hellmut von der Chevallerie |
| 4 octobre 1944 | avril 1945      | Generalleutnant | Max Fremerey                |

## Composition
1943
- Reserve-Panzer-Abteilung.5
- Reserve-Panzer-Grenadier-Regiment.83
- Reserve-Panzer-Grenadier-Regiment.3 (motorisé)
- Reserve-Artillerie-Abteilung.59
- Reserve-Aufklärung-Abteilung.3
- Reserve-Panzer-Jäger-Abteilung.3
- Reserve-Panzer-Pionier-Battalion.208

1945
- Panzer-Grenadier-Regiment.42
- Panzer-Grenadier-Regiment.50
- Panzer-Grenadier-Regiment.83
- Panzer-Abteilung.55
- Panzer-Aufklärung-Abteilung.233
- Panzer-Jäger-Abteilung.1033
- Artillerie-Regiment.1233
- Panzer-Pionier-Battalion.1233
- Panzer-Nachrichten-Kompanie.1233

## Historique
La 233e division motorisée est créée le 15 mai 1942 pour prendre en charge les unités blindés et motorisés de dépôt et de remplacement (Ersatztruppen) dans le Wehrkreis III (Francfort sur Oder). En décembre 1943, la division (alors 233. Reserve Panzer Division) est envoyée au Danemark ou elle sert d'entrainement pour les unités blindées et motorisées allemandes. 
En mai 1944, elle cède un certain nombre de ses éléments aux 6., 19. et 25. divisions blindés et intègre divers éléments en provenance des 55. et 179. Res.Pz.Div. Début 1945, ses unités servent de base à la Panzerdivision Holstein. Diverses unités d'instruction sont envoyées au Danemark pour permettent sa reconstitution sous la dénomination de 233. Pz.Div. Cette division sert à son tour de base à la Panzerdivision Clausewitz.